# Jazda (technika filmowa)

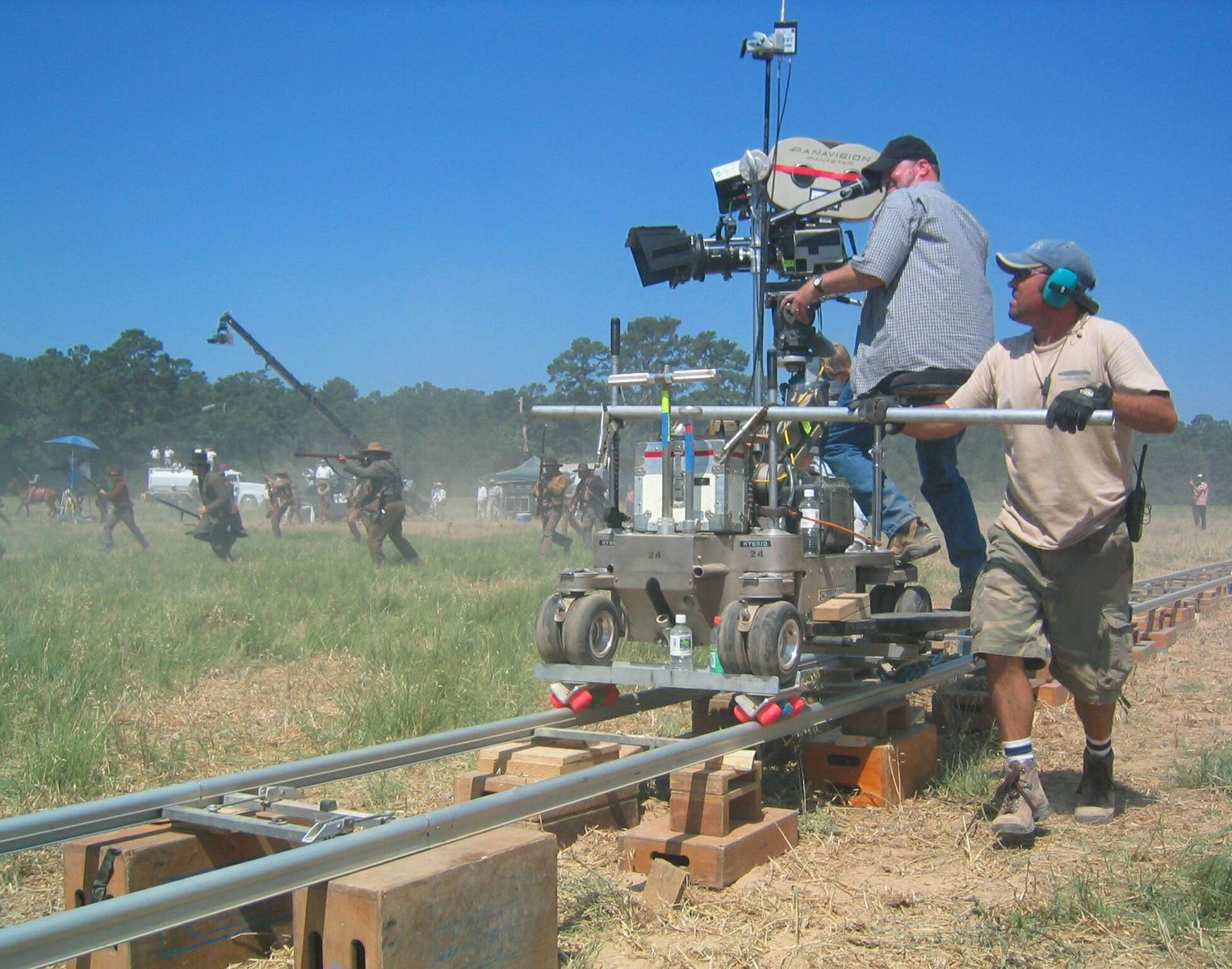
Technika jazdy kamery w scenach bitwy do filmu Alamo (2004)

Jazda (ang. travelling) – technika pracy kamery filmowej, odbywająca się poprzez zbliżenie kamery do filmowanego obiektu, oddalanie się od niego lub też poruszanie wzdłuż niego. Do wykonania jazdy można używać specjalnych wózków, na których zamontowane są kamery, lub też pojazdów poruszających się wzdłuż filmowanego przedmiotu lub osoby.   
Wyróżnia się dwie odmiany jazdy: najazd (gdy kamera zbliża się do nieruchomego obiektu) oraz odjazd (gdy kamera się odeń oddala), aczkolwiek możliwe jest także filmowanie obiektów w ruchu. Wykonywanie jazd jest jednym z dowodów zdolności reżysera w inscenizacji świata filmowego, zwłaszcza w połączeniu z montażem wewnątrzkadrowym. Spektakularnym przykładem bezustannej jazdy filmowej jest kręcony w jednym ujęciu film Rosyjska arka (2002) Aleksandra Sokurowa, zrealizowany w rosyjskim Ermitażu.  